# Eşfahak
Eşfahak (persiska: اصفهک, Aspāk) är en ort i Iran.   Den ligger i provinsen Khorasan, i den centrala delen av landet, 600 km öster om huvudstaden Teheran. Eşfahak ligger 1 054 meter över havet och antalet invånare är 726.
Terrängen runt Eşfahak är varierad. Trakten runt Eşfahak är nära nog obefolkad, med mindre än två invånare per kvadratkilometer. Eşfahak är det största samhället i trakten. Trakten runt Eşfahak är ofruktbar med lite eller ingen växtlighet.